# VMGR-352
352ème Escadron de transport et de ravitaillement (USMC)
Le Marine Aerial Refueler Transport Squadron 352 (ou VMGR-352) est un escadron d'avion ravitailleur KC-130J Hercules du Corps des Marines des États-Unis, qui fournit un service de ravitaillement en vol pour soutenir les opérations aériennes de la Fleet Marine Force (FMF); et assure le transport aérien d'assaut du personnel, de l'équipement et des fournitures. L'escadron, connu sous le nom de "Raiders" est stationné à la Marine Corps Air Station Miramar en Californie et fait partie du Marine Aircraft Group 11 (MAG-11) et de la 3rd Marine Aircraft Wing (3rd MAW).

## Mission
Le VMGR-352 Fournit un service de ravitaillement en vol à l'appui des opérations aériennes de la Fleet Marine Force et assurer le transport aérien d'assaut du personnel, de l'équipement et des fournitures.

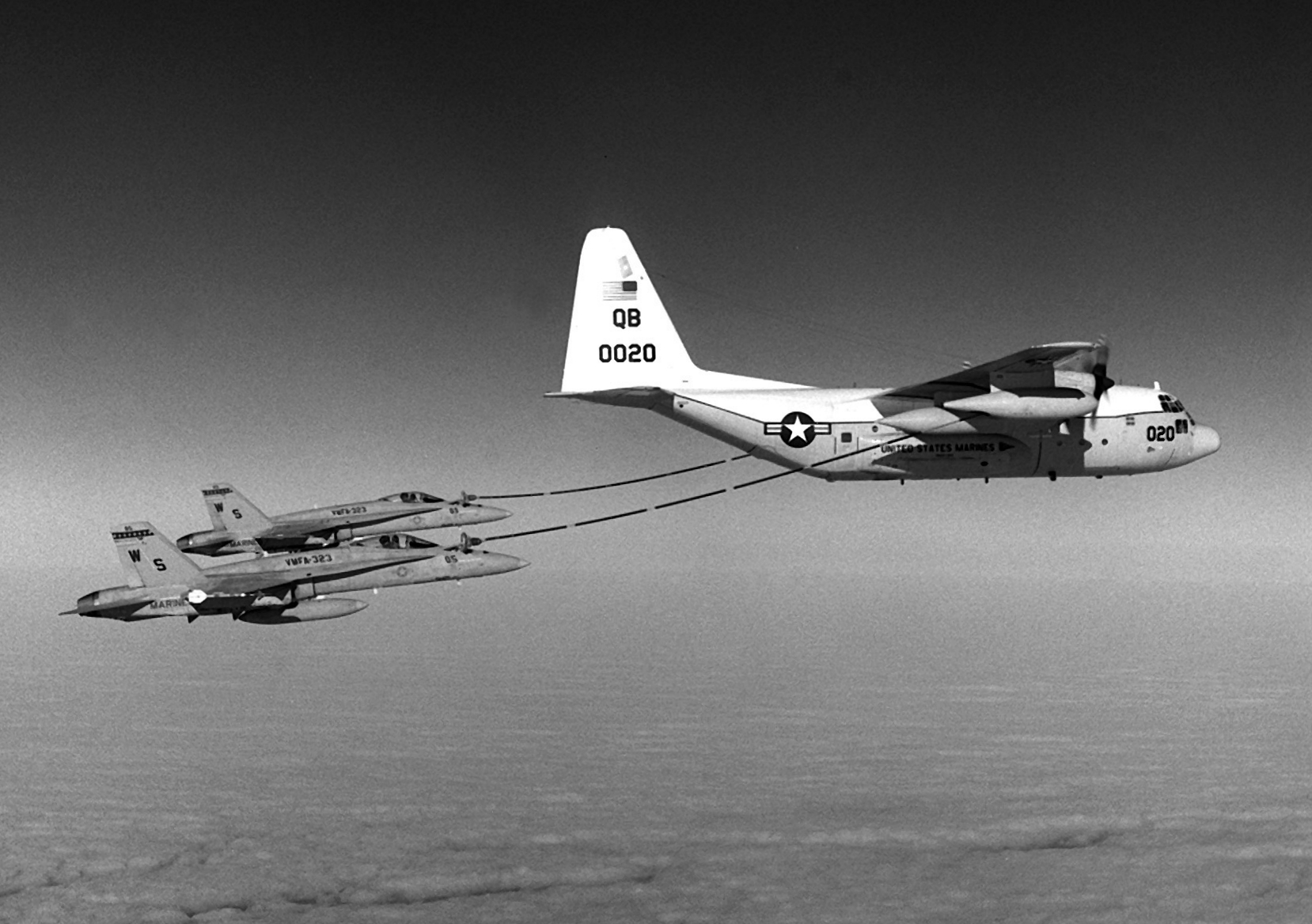
Ravitaillement en vol de deux Hornet du VMFA-323 par KC-130 du VMGR-352 en 1986

Ravitaillement en vol : Le VMGR-352 est capable de ravitailler en carburant des hélicoptères, des aéronefs à rotor basculant et à voilure fixe à l'appui de missions tactiques, d'opérations d'entraînement ou de vols de convoyage. Ceci est accompli grâce à l'utilisation des deux nacelles de ravitaillement montées sous les ailes de son avion KC-130J, à l'extérieur des moteurs. 
Transport aérien d'assaut : Le transport aérien d'assaut est la mission secondaire de l'escadron. Le VMGR-352 peut livrer des fournitures et des troupes par largage aérien ou par des atterrissages d'assaut sur des pistes d'atterrissage improvisées, de jour comme de nuit, à l'aide d'appareils de vision nocturne.

## Historique

### Origine
Formé en tant que Marine Utility Squadron 352 (VMJ-352) au Marine Corps Air Station Cherry Point 1er avril 1943, l'escadron était initialement affecté à l'avion Douglas R4D Skytrain, qu'il a conservé jusqu'à sa désignation en tant que Marine Transport Squadron 352 (VMR-352) en juin 1944. En février 1945, une partie de l'escadron a déménagé au Modèle:LIen à Oahu, Hawaï et s'est rééquipé du Curtiss R5C-1, le reste de l'escadron restant avec le R4D qui sera remplacé par le Douglas C-54 Skymaster. La légende du cinéma Tyrone Power a été membre de l'escadron pendant plusieurs mois en 1944. Basé à Hawaï, l'escadron a mené une formation et fourni un soutien opérationnel dans le théâtre du Pacifique, et a été nommé commandant du service de transport militaire à l'appui du pont aérien de Berlin en 1948-1949.

### Opérations

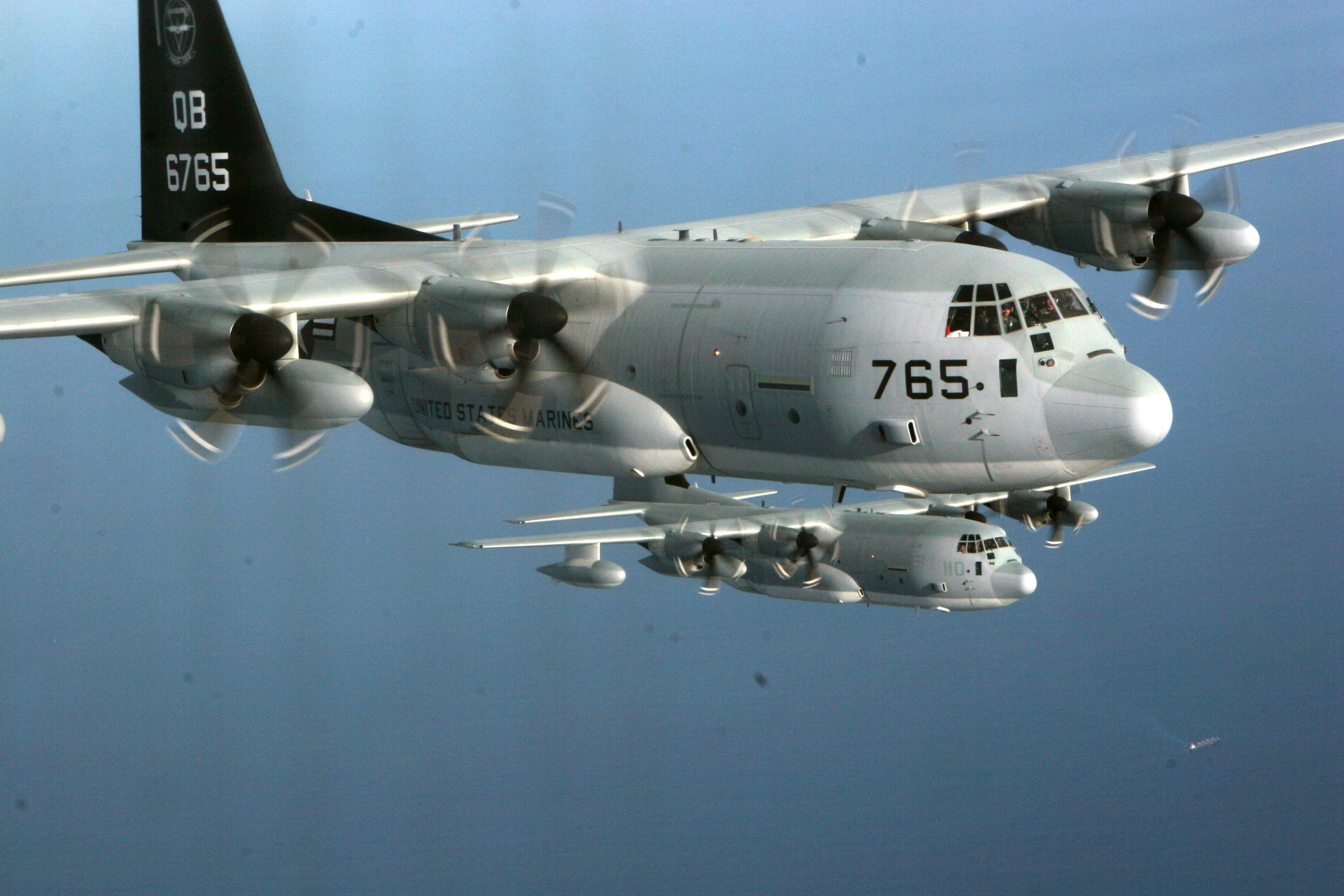
Deux KC-130J Hercules du VMGR-352 en 2007

- Guerre de Corée : soutien des opérations aériennes associées à la guerre de Corée. La mission de l'escadron a été prolongée avec sa nouvelle désignation en tant que Marine Aerial Refueler Transport Squadron 352 (VMGR-352) en mars 1961 avec l'arrivée du KC-130 Hercules.
- Crise des missiles de Cuba (1962)
- Opération Power Pack en République dominicaine (1965).
- Guerre du Vietnam (1962 à 1972)
- Guerre du Golfe : Opération Bouclier du désert et Opération Tempête du désert (1991)
- Somalie :Opération Restore Hope (1992)
- Opération Northern Watch (1999-2000)
- Guerre contre le terrorisme : Opération Enduring Freedom (Afghanistan - 2001) , Opération Iraqi Freedom (Irak - 2006).Au cours de cette opération, Le VMGR-352 a été aidé par le VMGR-234 et le VMGR-452 pour former le plus grand assemblage de KC-130 Hercules de l'histoire.

## Harvest HAWK
Le VMGR-352 a été le premier escadron à employer le Harvest HAWK (Hercules Airborne Weapons Kit), la version du Corps des Marines d'un KC-130J armé. Avec l'ajout du kit de mission ISTAR et de bombes à guidage-laser le KC-130J peut servir d'avion de surveillance et fournit un appui aérien rapproché.

### Récompenses
- Navy Unit Commendation
- Meritorious Unit Commendation
- Joint Meritorious Unit Award
- National Defense Service Medal